# Dhū l-Hiddscha
Dhū l-Hiddscha (arabisch ذُو الحِجّةِ, DMG Ḏū l-Ḥiǧǧa) ist der Name des zwölften und letzten Monats im Jahreskreislauf des islamischen Kalenders. 
Im Dhū l-Hiddscha findet der Haddsch statt, von dem sich der Name des Monats ableitet, sowie auch das islamische Opferfest. Vor Einführung des islamischen Mondkalenders lag der Monat im Herbst. Zusammen mit den Monaten Dhu l-qaʿda, Muharram und Radschab bildete er die vier heiligen Monate. Für manche Muslime gelten der sechste und fünfundzwanzigste Tag des Monats als negativ.

## Haddsch und islamisches Opferfest
Der Haddsch erstreckt sich vom 8. bis zum 13. Dhū l-Hiddscha. Die einzelnen Tage sind:
- 8. Dhū l-Hiddscha: „Tag der Tränkung“ (Yaum at-Tarwiya) nach der früher an diesem Tag üblichen Tränkung der Reittiere in Dhū l-Madschāz.
- 9. Dhū l-Hiddscha: „ʿArafa-Tag“ (yaum ʿArafa) mit Predigt und Verweilzeremonie in der Ebene ʿArafāt. Manche Gläubige fasten an diesem Tag.
- 10. Dhū l-Hiddscha: „Tag der Schlachtung“ (yaum an-naḥr), an dem die Pilger in Minā ihre Schlachtopfer darbringen.
- 11.–13. Dhū l-Hiddscha: „Tage des Fleischtrocknens“ (aiyām at-tašrīq), die deswegen so genannt wurden, weil früher an diesen Tagen die Pilger das Fleisch der geschlachteten Opfertiere in der Sonne trockneten.[1]

Das islamische Opferfest beginnt am 10. Dhū l-Hiddscha und erstreckt sich über die beiden folgenden Tage.

## Schiitisches Ghadīr-Fest
Ein für Schiiten wichtiges weiteres Ereignis im Dhu l-Hiddscha ist das Fest von Ghadir Chumm am Achtzehnten des Monats. Dieses Fest erinnert an die Rolle Ali ibn Abi Talibs als Nachfolger Mohammeds.

## Belege
1. ↑  Vgl. dazu W. Montgomery Watt; Alford T. Welch: Der Islam I. Mohammed und die Frühzeit, islamisches Recht, religiöses Leben. Stuttgart 1980, S. 335–340.
2. ↑  Vgl. dazu Mohammed Rashed: Das Opferfest (ʿīd al-aḍḥā) im heutigen Ägypten. Schwarz, Berlin 1998.